# Seznam jurišnikov druge svetovne vojne
Seznam jurišnikov druge svetovne vojne.

## A
- Aichi D3A »Val«  (Japonska)

## B
- Beechcraft XA-38 Grizzly (ZDA)

## D
- Douglas A-1 Skyraider (ZDA)
- Douglas SBD Dauntless (ZDA)

## G
- Grumman TBF Avenger (ZDA)

## H
- Hawker Tempest (Združeno kraljestvo)
- Hawker Typhoon (Združeno kraljestvo)
- Henschel Hs 123 (Tretji rajh)
- Henschel Hs 129 (Tretji rajh)

## I
- Iljušin Il-2 (ZSSR)
- Iljušin Il-10 (ZSSR)

## J
- Junkers Ju 87 (Tretji rajh)

## N
- Nakajima Ki-84 Hayate (Japonska)

## P
- Petljakov Pe-2 (ZSSR)

## Y
- Yokosuka D4Y Suisei (Japonska)